# HLA-B73
HLA-B73 هو نمط مصلي من مستضد الكريات البيضاء البشرية-ب. يُحدد النمط المصلي ناتج جين HLA-B*7301. جزء من B*7301 مشابه لعائلة HLA-B22، إلا أن جزءًا آخر يشبه المجالات التي تُرى لدى القردة الأخرى. يُعد B73 أكثر شيوعًا في غرب المحيط الهندي والبحر الأبيض المتوسط وأفريقيا. (للحصول على مساعدة في المصطلحات، انظر: دليل النمط المصلي لـمستضد الكريات البيضاء البشرية-أ).